# Дойч-Эверн
Дойч-Э́верн (нем. Deutsch Evern) — община в Германии, в земле Нижняя Саксония.
Входит в состав района Люнебург. Подчиняется управлению Ильменау. Население составляет 3727 человек (на 31 декабря 2010 года). Занимает площадь 11,16 км².